# هورلي (باركشير)
هورلي (بالإنجليزية: Hurley, Berkshire)‏ هي قرية و أبرشية مدنية تقع في المملكة المتحدة في باركشير.  يقدر عدد سكانها بـ 1,854 نسمة .